# Іжондзе (Нижньосілезьке воєводство)
Іжондзе (пол. Irządze) — село в Польщі, у гміні Ємельно Ґуровського повіту Нижньосілезького воєводства.
Населення — 134 особи (2011).
У 1975-1998 роках село належало до Лешненського воєводства.

## Демографія
Демографічна структура станом на 31 березня 2011 року:
|          | Загалом | Допрацездатний вік | Працездатний вік | Постпрацездатний вік |
| -------- | ------- | ------------------ | ---------------- | -------------------- |
| Чоловіки | 65      | 13                 | 42               | 10                   |
| Жінки    | 69      | 20                 | 35               | 14                   |
| Разом    | 134     | 33                 | 77               | 24                   |